# Broeikasspin
De Broeikasspin (Achaearanea tepidariorum) is een spin die behoort tot de kogelspinnen.
Het vrouwtje wordt 5 tot 7 mm groot, het mannetje 3 tot 4 mm. Deze spin is kosmopolitisch verspreid. Ze zijn te vinden in en rond gebouwen. In Nederland in broeikassen en soms in tuinen.